# Долића Драга
Долића Драга (до 1991. године Долићи Драга) је насељено место у саставу општине Локвичићи, Сплитско-далматинска жупанија, Република Хрватска.

## Историја
До територијалне реорганизације у Хрватској налазила се у саставу старе општине Имотски.

## Становништво
На попису становништва 2011. године, Долића Драга је имала 367 становника.
| Број становника по пописима | Број становника по пописима | Број становника по пописима | Број становника по пописима | Број становника по пописима | Број становника по пописима | Број становника по пописима | Број становника по пописима | Број становника по пописима | Број становника по пописима | Број становника по пописима | Број становника по пописима | Број становника по пописима | Број становника по пописима | Број становника по пописима | Број становника по пописима |
| --------------------------- | --------------------------- | --------------------------- | --------------------------- | --------------------------- | --------------------------- | --------------------------- | --------------------------- | --------------------------- | --------------------------- | --------------------------- | --------------------------- | --------------------------- | --------------------------- | --------------------------- | --------------------------- |
| 1857                        | 1869                        | 1880                        | 1890                        | 1900                        | 1910                        | 1921                        | 1931                        | 1948                        | 1953                        | 1961                        | 1971                        | 1981                        | 1991                        | 2001                        | 2011                        |
| 0                           | 0                           | 166                         | 198                         | 215                         | 169                         | 0                           | 937                         | 209                         | 0                           | 0                           | 1.087                       | 829                         | 637                         | 455                         | 367                         |

Напомена: Од 1880. до 1910. исказивано под именом Долићи, а до 1991. под именом Долићи Драга. У 1857., 1869., 1921., 1953. и 1961. подаци су садржани у насељу Локвичићи. Од 1880. до 1910. и у 1948. исказивано као део насеља.

### Попис1991.
На попису становништва 1991. године, насељено место Долићи Драга је имало 637 становника, следећег националног састава:
| Попис 1991.‍ | Попис 1991.‍ | Попис 1991.‍ | Попис 1991.‍ | Попис 1991.‍ |
| ----------- | ----------- | ----------- | ----------- | ----------- |
|             |             |             |             |             |
| Хрвати      | Хрвати      |             | 636         | 99,84%      |
| непознато   | непознато   |             | 1           | 0,15%       |
| укупно: 637 |             |             |             |             |